# Kamenná hora u Derflic
Kamenná hora u Derflic este o arie protejată (arie specială de conservare — SAC, sit de importanță comunitară — SCI) din Republica Cehă întinsă pe o suprafață de 8,35 ha, integral pe uscat.

## Localizare
Centrul sitului Kamenná hora u Derflic este situat la coordonatele 48°48′53″N 16°09′06″E / 48.814722°N 16.151667°E.

## Înființare
Situl Kamenná hora u Derflic a fost declarat sit de importanță comunitară în decembrie 2007 pentru a proteja un număr necunoscut de specii din flora spontană și fauna sălbatică aflate în arealul zonei. Situl a fost protejat și ca arie specială de conservare în martie 2014.

## Biodiversitate
Situată în ecoregiunea panonică, aria protejată conține 1 habitat natural: Pajiști uscate seminaturale și facies de acoperire cu tufișuri pe substraturi calcaroase (Festuco-Brometalia) (* situri importante pentru orhidee).
La baza desemnării sitului se află un număr nedeclarat de specii protejate.